# Mountainbikeregion Solling-Vogler
Die Mountainbikeregion Solling-Vogler ist ein Streckennetz mit 760 km Gesamtlänge für Mountainbikes im Naturpark Solling-Vogler.

## Streckennetz

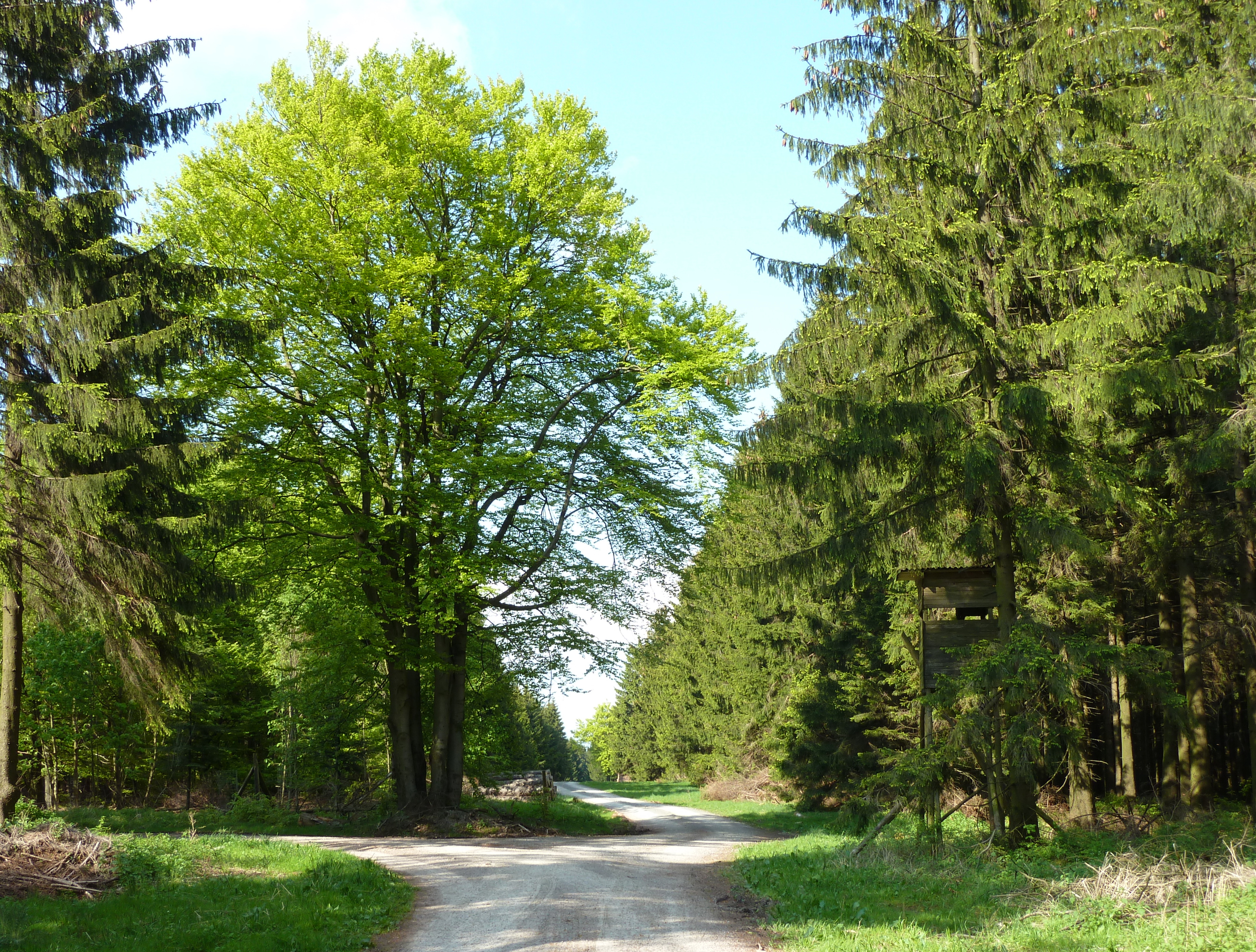
Streckenbeispiel im Solling

Die 16 ausgewiesenen Strecken sind als Rundrouten konzipiert. Die Touren haben unterschiedliche Schwierigkeitsgrade und sind sowohl für Sport als auch für Freizeit geeignet. Das Tourenspektrum umfasst Längen bis zu 70 km und kumulierte Höhenunterschiede von bis zu 1400 m.
Ein anspruchsvoller Parcours wurde bei Neuhaus im Solling zusätzlich eingerichtet, bestehend aus Singletrail-, Waldweg- und Freeride-Abschnitten.
Daneben gibt es eine Downhill-Strecke bei Merxhausen, die auch als Dual-Cross-Strecke genutzt wird.

## Trägerschaft
Träger ist der vom Land Niedersachsen und den Landkreisen Holzminden und Northeim installierte "Zweckverband Naturpark Solling-Vogler".

## Beschilderung

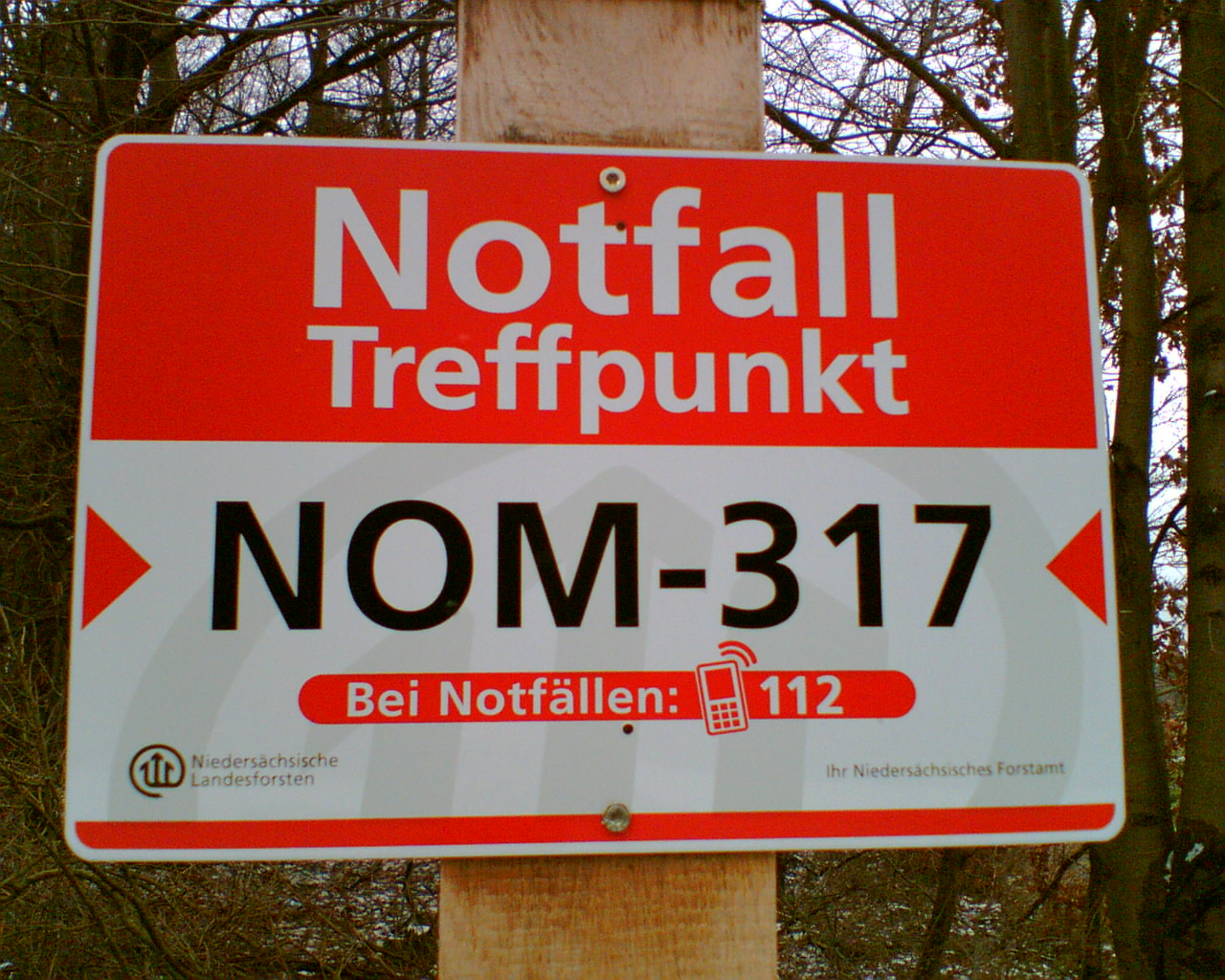
Notfallschild bei Abbecke

Die Wegzeichen enthalten ein grünes MTB- und Radfahrsymbol und ein grünes Richtungsdreieck auf weißem Grund. Zusätzlich befinden sich auf den Schildern, die an wichtigen Kreuzungen stehen, farbige Quadrate mit weißen Ziffern. Diese Quadrate neben dem grünen Pfeil auf dem weißen Schild geben eine Aussage über den Schwierigkeitsgrad einer Strecke. Blaue Quadrate markieren leichte Strecken, rot mittelschwere (z. B.  15 ) und schwarz anspruchsvolle Strecken. Die Markierung entspricht somit dem vom ADFC vorgeschlagenen Standard.
An markanten Punkten wie Lichtungen, Ortsrändern oder Waldparkplätzen befinden sich seit 2012 Notfallschilder. Es handelt sich um rot-weiße Schilder mit Identifikator. Hilfesuchende, die an diesen Stellen mittels Mobiltelefon einen Notruf absetzen, können vom Rettungsdienst besonders schnell versorgt werden. Die Niedersächsischen Landesforsten stellten dazu eine Mobile App bereit.

## Mountainbike Cup

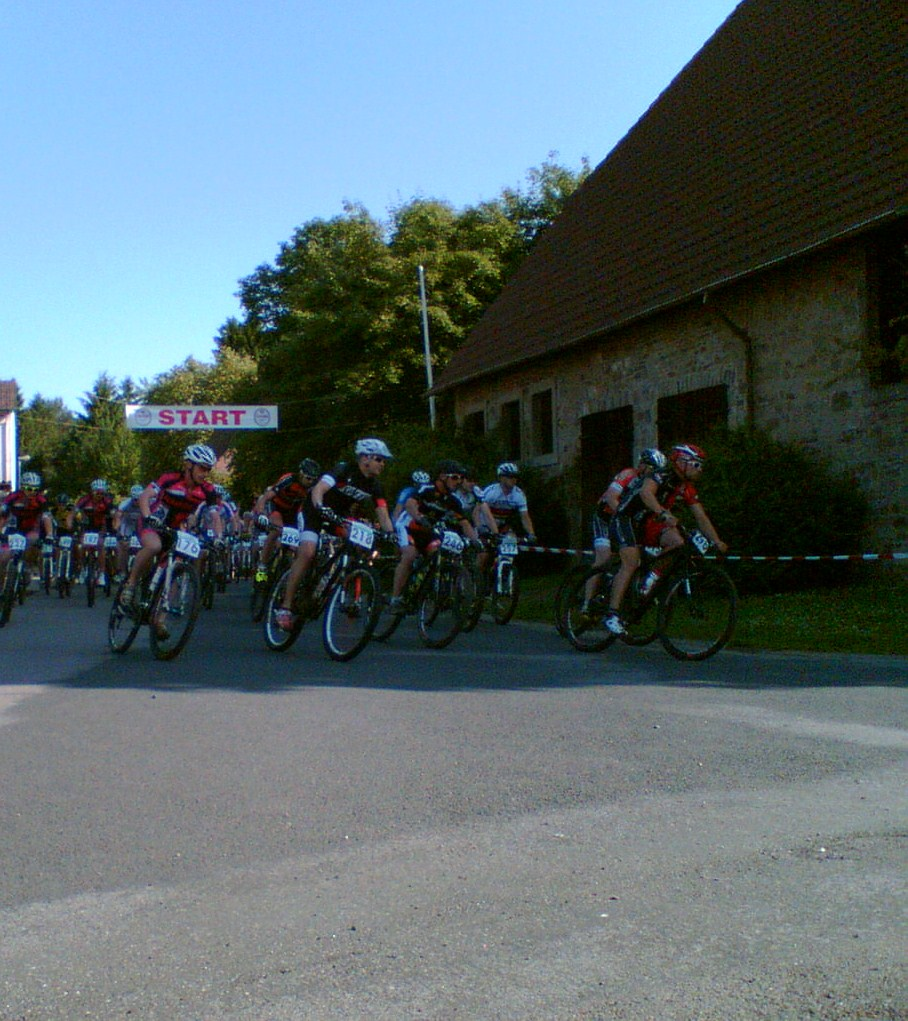
Cup-Teilnehmer

Dabei handelt es sich um eine Radsportveranstaltung für Mountainbiking bei Neuhaus im Solling mit drei verschiedenen Streckenlängen. Die Königsstrecke ist ein Marathon-Rennen über 106 km. Für Kinder ist ein separater Parcours vorhanden. Für Familien gibt es eine geführte Tour ohne Renncharakter. Der von der Brauerei Allersheim und anderen Firmen unterstützte Cup wird seit 1998 jährlich im Sommer veranstaltet.
Zu den bekannten Cupsiegern gehört Björn Papstein.